# Mięsak Ewinga
Mięsak Ewinga także guz Ewinga (łac. sarcoma Ewingi, ang. Ewing’s sarcoma, Ewing’s tumor) – pierwotny, złośliwy nowotwór kości, dotykający najczęściej dzieci i młodych dorosłych.

## Historia
Chorobę opisał jako pierwszy amerykański patolog James Ewing (1866-1943) w 1921 roku.

## Epidemiologia
Najczęściej jest spotykany u osób w wieku od 4 do 15 lat. U dzieci jest drugim (po kostniakomięsaku) co do częstości występowania oraz najbardziej złośliwym nowotworem kości. Stanowi około 6% wszystkich pierwotnych złośliwych nowotworów kości. Występuje częściej u mężczyzn; stosunek zachorowań mężczyźni: kobiety wynosi 1,5:1. Częściej pojawia się u rasy białej, jest rzadko spotykany u rasy czarnej oraz wśród Azjatów.
Częstość występowania waha się od 0,3 przypadków na 1 milion 3-letnich dzieci do 4,6 na 1 milion u osób w wieku 15-19 lat (dane dla Stanów Zjednoczonych). Sporadycznie występuje u osób w wieku powyżej 30 lat, aczkolwiek udokumentowano przypadki mięsaka Ewinga u osób 70-letnich. W Stanach Zjednoczonych stwierdza się rocznie ponad 200 nowych zachorowań, w Wielkiej Brytanii około 30.

## Rokowanie
Według badania European Intergroup Cooperative Ewing's Sarcoma Study (EICESS), przeprowadzonego na 369 pacjentach, 3-letnie przeżycie odnotowano w 66% przypadków chorych ze zlokalizowanym guzem, w 43% przypadków chorych z przerzutami do płuc w momencie postawienia diagnozy oraz w 29% przypadków chorych z licznymi przerzutami odległymi. Czynnikami źle rokującymi były:
- płeć męska
- wiek poniżej 12 lat
- duża wielkość guza w momencie zdiagnozowania
- pierwotna lokalizacja guza w obrębie kości miednicy[6]
- anemia
- podniesiony poziom dehydrogenazy mleczanowej we krwi
- stosowanie tylko radioterapii miejscowej
- słaba odpowiedź na cytostatyki

## Objawy i przebieg
Pierwszy objaw zgłaszany przez pacjenta to zwykle ból promieniujący do kończyn, zwłaszcza, jeżeli guz zlokalizowany jest w obrębie miednicy. W miejscu rozwoju nowotworu może wystąpić opuchlizna. W przypadku rozwoju guza w obrębie kręgosłupa mogą pojawić się objawy związane z uciskiem na kanał rdzenia kręgowego. Czasem pierwszymi objawami są patologiczne złamania kości. Niekiedy może pojawić się miernie nasilona gorączka, leukocytoza, podwyższone OB, anemia.

## Obraz histologiczny

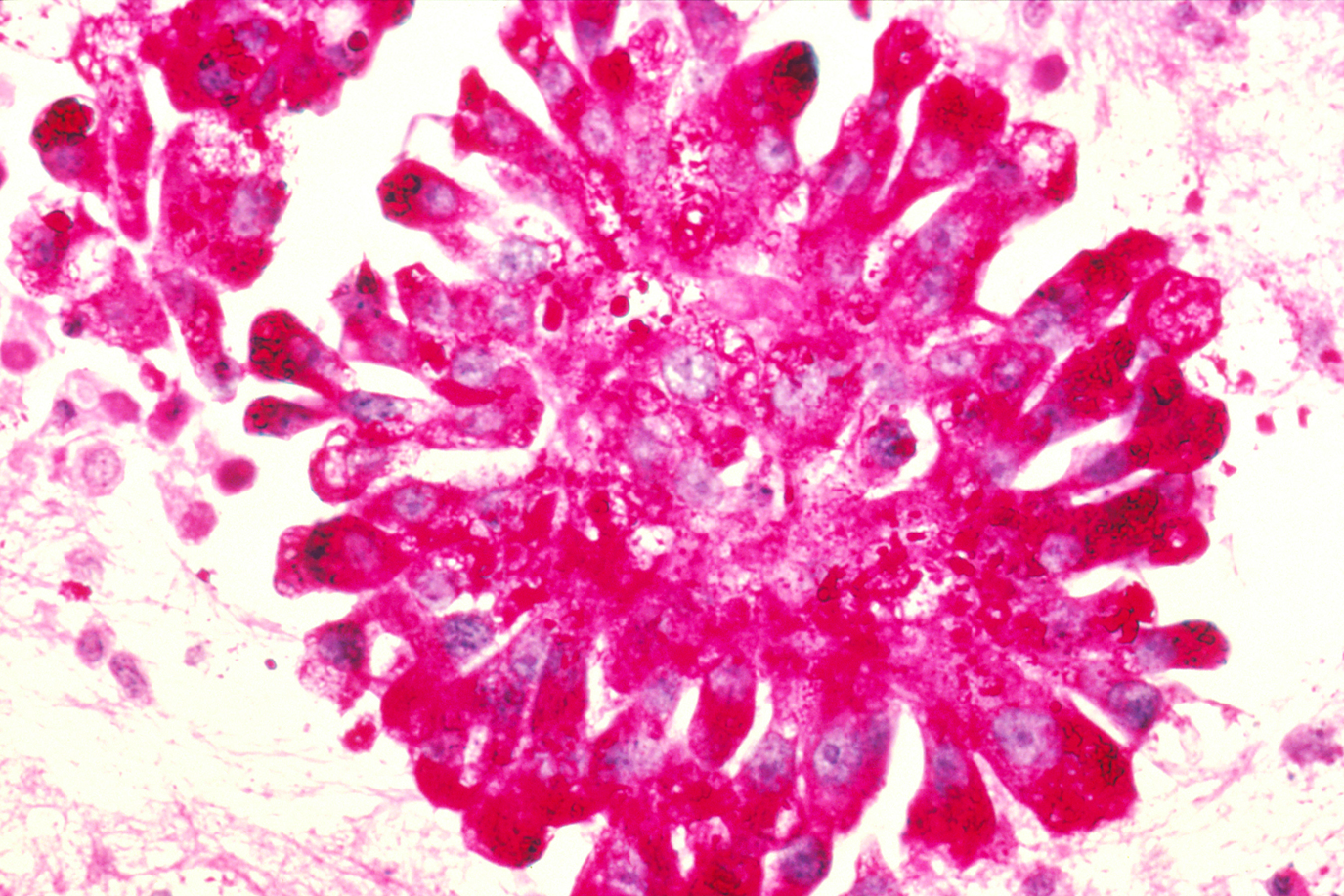
Obraz histologiczny komórek przerzutu mięsaka Ewinga

Histologicznie stwierdza się małe, okrągłe komórki z pojedynczym, hiperchromatycznym okrągłym jądrem. Chromatyna jest drobnoziarnista, "pyłkowa"; jąderka są małe i pojedyncze. Mimo że nowotwór jest niskozróżnicowany, komórki w trakcie mitozy są nieliczne. Skąpa cytoplazma komórek zawiera liczne ziarna glikogenu (reakcja PAS dodatnia). Glikogen przy tradycyjnym przygotowywaniu preparatu histologicznego ulega wypłukaniu, pozostawiając artefakty o charakterze różnej wielkości wodniczek. Komórki mogą się układać tworząc lite pola (lepsze rokowanie) lub w wąskie pasemka, otoczone przez naczynia włosowate (ang. filigree pattern), o gorszym rokowaniu. Nierzadkie są pola rozległej martwicy. Obraz mikroskopowy różnicowany jest z chłoniakiem oraz przerzutami neuroblastoma.

## Patofizjologia
Guz pierwotnie wyrasta z jamy szpikowej kości. Mięsak Ewinga, podobnie jak PNET należący do tzw. rodziny guzów Ewinga, ma przypuszczalnie pochodzenie nerwowe i wywodzi się z pierwotnych i niezróżnicowanych komórek mezenchymy szpiku kostnego. Mięsak Ewinga uznawany jest za formę mniej zróżnicowaną i przez to bardziej złośliwą niż neuroepithelioma. W przeciwieństwie do niego, nie wywodzi się z układu współczulnego, dlatego też w przebiegu choroby nie wykrywa się podwyższonego poziomu metabolitów amin katecholowych w moczu. Faktem świadczącym za nerwowym pochodzeniem guza jest dodatnia immunohistochemiczna reakcja z przeciwciałami przeciw NSE (neuron-specific enolase) oraz S-100.
W większości mięsaków Ewinga stwierdza się translokację t(11;22)(q24;ql2). Powoduje ona przeniesienie genu EWS (Ewing sarcoma) zlokalizowanego pierwotnie na chromosomie 22 w pobliże genu FLI1 (friend leukemia insertion) zlokalizowanego na pierwotnie na chromosomie 11. Fuzja genów EWS/FLI1 powoduje ekspresję białka 68 kDa, które to białko zaangażowane jest w onkogenezę mięsaka.

## Diagnostyka
Podstawą diagnostyki mięsaka Ewinga jest biopsja guza i badanie histopatologiczne. Z badań obrazowych najczulszym i najdokładniejszym jest MRI, dzięki któremu udaje się najdokładniej ustalić granice guza.
W podstawowym badaniu RTG można stwierdzić zajęcie którejkolwiek z kości płaskich lub długich. Guz lokalizuje się znacznie częściej w kościach długich z dodatkową predylekcją do kości ramiennej. Ogniska lityczne dominują nad sklerotycznymi, aczkolwiek te mogą pojawiać się w 25% przypadków. W radiogramie stwierdza się obecność guza o nieregularnym utkaniu i nieostro ograniczonych konturach, wywodzącego się z kości, często naciekającego tkanki miękkie, ze zniszczeniem warstwy korowej. Komórki nowotworowe mięsaka Ewinga mogą wydostawać się z jamy szpikowej poprzez kanały Haversa na zewnątrz kości, tworząc duże ognisko guza w tkankach miękkich, nie niszcząc przy tym warstwy korowej. Często występuje odczyn okostnowy. Trójkąty Codmana obecne są w niektórych przypadkach. W standardowym badaniu RTG, wielkość nowotworu wydaje się często znacznie mniejsza niż jest w rzeczywistości. Obraz radiologiczny mięsaka Ewinga może zostać pomylony z osteomyelitis.
Badanie MRI pozwala na dokładniejsze określenie zajęcia tkanek miękkich oraz na lepsze określenie granicy guza. Powinno być stosowane do monitorowania skuteczności terapii. Scyntygrafia przy pomocy technetu 99 nadaje się również do monitorowania rozwoju choroby. PET jest najdokładniejszą metodą, pozwalającą na uchwycenie drobnych zmian w metabolizmie nowotworu, celem stwierdzenia skuteczności terapii.

## Leczenie
Z uwagi na rzadkość występowania mięsaka Ewinga optymalne standardy leczenia powstają dzięki wieloośrodkowej, międzynarodowej współpracy. Opracowany przez konsorcjum Euro Ewing schemat EUROEWING2008 opublikowany został jako protokół badawczy, a obecnie jest najczęściej stosowanym sposobem prowadzenia leczenia w 1. linii choroby. Leczenie mięsaka Ewinga składa się następujących etapów:

### Faza diagnostyczna
W celu ustalenia stopnia zaawansowania wykonywane są badania: obrazowanie rezonansem magnetycznym, pozytonowa tomografia emisyjna, tomografia komputerowa, scyntygrafia kości. Badania są powtarzane w trakcie i po chemioterapii przedoperacyjnej, oraz po zakończeniu leczenia uzupełniającego. Jeśli pacjent chce zabezpieczyć gamety w celu zachowania płodności najlepiej zrobić to przed badaniami z wykorzystaniem promieniowania jonizującego lub izotopów promieniotwórczych a bezwzględnie przed pierwszym kursem chemioterapii.

### Chemioterapiaprzedoperacyjna
Składa się z 6 kursów chemioterapii VIDE (cytostatyki: winkrystyna, ifosfamid, doksorubicyna, etopozyd) co 21 dni. W trakcie leczenia przedoperacyjnego można pozyskać komórki macierzyste krwi obwodowej w celu wykonania autoprzeszczepu.

### Leczenie miejscowe
Polega na zniszczeniu ogniska pierwotnego nowotworu. Najlepiej poprzez jego chirurgiczne usunięcie  oraz rekonstrukcję ubytku na przykład przy pomocy endoprotezy, lub przeszczepu kości. Rzadziej pacjentom proponowane są zabiegi okaleczające. Jeśli chirurgiczne usunięcie guza pierwotnego nie jest możliwe stosuje się radykalną radioterapię. W szczególnych sytuacjach radioterapia może zostać zastosowana przedoperacyjnie łącznie z przedoperacyjną chemioterapią.

### Chemioterapia uzupełniająca
Standardowo stosowanych jest 8 kursów chemioterapii  VAI (winkrystyna, aktynomycyna D, ifosfamid) lub VAC (winkrystyna, aktynomycyna D, cyklofosfamid) w zależności od płci pacjenta, pierwotnego zaawansowania choroby oraz odpowiedzi na zastosowane leczenie. Jeśli możliwe jest radykalne usunięcie chirurgiczne ognisk przerzutowych przeprowadza się je pomiędzy kursami chemioterapii uzupełniającej. Szczególnie dobre efekty przynosi chirurgiczne usunięcie przerzutów płucnych.

### Radioterapia uzupełniająca
W niektórych przypadkach stosowana jest radioterapia jako leczenie uzupełniające. Łączy się ją zazwyczaj z chemioterapią uzupełniającą (radio-chemioterapia) w szczególnych przypadkach stosuje po zakończeniu leczenia chemicznego. Wskazania do niej obejmują stan po usunięciu dużego guza (powyżej 200ml objętość), lokalizację guza w kręgosłupie, miednicy, czaszce, stan po nieradykalnym (niedoszczętnym) usunięciu nowotworu, obecność nieoperacyjnych przerzutów.

### Konsolidacjaprzeszczepieniem komórek macierzystych szpiku kostnegolub krwi obwodowej
Po zakończeniu leczenia uzupełniającego, pacjentom z grupy wysokiego ryzyka nawrotu choroby proponowana jest megachemioterapia kondycjonująca oparta na treosulfanie i melfalanie lub busulfanie i melfalanie. Następnie przeszczepia się autogeniczne komórki macierzyste wypreparowane z krwi obwodowej pacjenta na etapie chemioterapii przedoperacyjnej. Procedura ta zmniejsza istotnie ryzyko nawrotu choroby.

### Obserwacja po leczeniu
Pacjentom, którzy zakończyli intensywną fazę leczenia wykonuje się regularnie badania kontrolne. Głównie tomografię komputerową płuc, radiogramy i obrazowanie rezonansu magnetycznego – podobnie jak przy rozpoznaniu choroby.

### Leczeniewznowy
Leczenie nawrotów choroby nie jest objęte schematem EUROEWING2008. W zależności od stanu pacjenta i doświadczeń ośrodka proponowana jest chemioterapia drugiej linii, chirurgiczne wycięcie przerzutów, radioterapia na obszar wznowy. W chemioterapii używane są głównie schematy oparte na irynotekanie i temozolamidzie. Obiecujące efekty przynosi użycie leków ukierunkowanych molekularnie, np. drobnocząsteczkowych inhinitorów kinazy tyrozynowej (TKI).